# Wahagn Chaczaturian
Wahagn Chaczaturian (orm. Վահագն խաչատուրյան; ur. 26 lipca 1959 w Sisjan) – ormiański polityk i ekonomista, minister przemysłu (2021–2022). Prezydent Armenii od 2022.

## Życiorys
W 1980 ukończył studia na Instytucie Gospodarki Narodowej w Erywaniu, uzyskując dyplom ekonomisty. W latach 1980–1982 służył w Armii Radzieckiej. Po odbyciu służby wojskowej pracował jako specjalista ekonomista w przedsiębiorstwie produkcyjnym HrazdanMash, a następnie był zatrudniony do 1992 roku w fabryce Mars jako kierownik działu i zastępca dyrektora generalnego.
Od 1990 do 1996 był radnym Rady Miejskiej Erywania, a następnie w latach 1992–1996 pełnił funkcję mera stolicy. W 1995 został deputowanym do Zgromadzenia Narodowego Armenii.  Był również doradcą prezydenta Lewona Ter-Petrosjana (1996–1998). W 2002 został wiceprezesem Centrum Nauk Politycznych, Prawa i Badań Ekonomicznych. Od 2019 do 2021 był członkiem zarządu Armeconombanku. W sierpniu 2021 otrzymał nominację na stanowisko ministra przemysłu zaawansowanych technologii.
Po rezygnacji prezydenta Armena Sarkisjana w styczniu 2022, koalicja rządząca zgłosiła kandydaturę Chaczaturiana w przyspieszonych wyborach prezydenckich. W drugiej turze głosowania został wybrany przez parlament na prezydenta. Zaprzysiężenie odbyło się 13 marca 2022.